# Daistipassa
Daistipassa era una ciutat hitita de la Terra Alta Hitita que cap a l'any 1300 aC va caure en mans dels kashka de Pishuru.
Pishuru, com a ciutat principal, i les ciutats d'Ishupitta i Daistipassa, ara dominades pels kashka i, per tant, aliades, es van apoderar de les terres de Landa, Marista i algunes ciutats fortificades dels hitites. El rei hitita Hattusilis III els hitites no els va poder contenir i els kashkes van continuar avançant al sud creuant el riu Marasanda o Maraššanda i van arribar fins a la terra de Kanis (Kanesh). Més tard, Hattusilis III va reconquerir els territoris.